# Касанга
Касанга (Бисмаркбург) — город в Танзании, на восточном берегу озера Танганьика. Основан немецкими колониальными-поселенцами в 1888 году как исследовательская станция Бисмаркбург (нем. Bismarckburg). В городе располагалась колониальная администрация. Имелся порт. К началу Первой мировой войны населениe города составляло 3900 человек. После поражения Германии в войне, город перешел под власть британцев и в 1920 году был переименован в Касангу.